# Szuhakálló, Borsod-Abaúj-Zemplén
Szuhakálló este un sat în districtul Kazincbarcika, județul Borsod-Abaúj-Zemplén, Ungaria, având o populație de 1.027 de locuitori (2011). 

## Demografie
Componența etnică a satului Szuhakálló
     Maghiari (89,66%)
     Romi (10,04%)
     Germani (0,3%)
Componența confesională a satului Szuhakálló
     Greco-catolici (32,04%)
     Romano-catolici (22,78%)
     Reformați (11,59%)
     Fără religie (11,3%)
     Necunoscută (21,71%)
     Luterani (0,58%)
     Alte religii (0,58%)
Conform recensământului din 2011, satul Szuhakálló avea 1.027 de locuitori. Din punct de vedere etnic, majoritatea locuitorilor (89,66%) erau maghiari, cu o minoritate de romi (10,04%). Nu există o religie majoritară, locuitorii fiind greco-catolici (32,04%), romano-catolici (22,78%), reformați (11,59%) și persoane fără religie (11,3%). Pentru 21,71% din locuitori nu este cunoscută apartenența confesională.